# Helius costofimbriatus
Helius costofimbriatus är en tvåvingeart som beskrevs av Alexander 1930. Helius costofimbriatus ingår i släktet Helius och familjen småharkrankar. Inga underarter finns listade i Catalogue of Life.